# Crescent Island (Südgeorgien)
Crescent Island (von englisch crescent ‚Halbmond, Mondsichel‘) ist eine kleine, grob halbmondförmige Insel in der Bay of Isles an der Nordküste Südgeorgiens. Sie liegt unmittelbar südlich von Mollyhawk Island.
Der US-amerikanische Ornithologe Robert Cushman Murphy kartierte sie bei seiner Reise mit der Brigg Daisy (1912–1913). Wissenschaftler der britischen Discovery Investigations nahmen von 1929 bis 1930 eine geodätische Vermessung der Insel und ihre Benennung vor.